# Agonum xanthocneme
Agonum xanthocneme är en skalbaggsart som beskrevs av Bates. Agonum xanthocneme ingår i släktet Agonum och familjen jordlöpare. Inga underarter finns listade i Catalogue of Life.